# Свети Пантелеймон (Сал махала)
„Свети Пантелеймон“ (на гръцки: Ιερός Ναός Αγίου Παντελεήμονος) е православна църква в сярското село Сал махала, Егейска Македония, Гърция, енорийски храм на Сярската и Нигритска епархия на Вселенската патриаршия.

## История
Църквата е разположена в центъра на селото. Изградена е на основите на разрушената по-стара църква в 1950 година. Осветена е на 12 май 1968 година от митрополит Константин Серски и Нигритски.
Към енорията принадлежи и храмът „Свети Йоан Богослов“.